# Saïdou Panandétiguiri
Saïdou Madi Panandétiguiri (Ouahigouya, 22 maart 1984)  is een Burkinese voetballer die als verdediger speelt.
Hij begon bij Santos FC Ouagadougou en ASFA-Yennenga en werd in 2001 naar Europa gehaald door Girondins de Bordeaux, daar kon hij echter niet doorbreken. In januari 2005 maakte hij zijn opwachting in de Jupiler League bij KSC Lokeren. In het seizoen 2008/09 speelde hij voor SV Wehen Wiesbaden en daarna twee seizoenen voor UD Leiria. Na een half jaar bij Valletta FC speelde hij in het seizoen 2012/13 voor Antwerp FC. In het seizoen 2013/14 speelde hij in Zuid-Afrika voor Chippa United en sinds de zomer van 2014 kwam hij voor FC Pune City uit in de Indian Super League. In februari 2015 vervolgde hij zijn loopbaan bij KFC Eendracht Zele. In het seizoen 2015-2016 maakte Madi de overstap naar SK Lokeren Doorslaar. Deze club is gelegen in Lokeren. Hierbij speelt ook een ex-medespeler van in de tijd toen hij nog bij Lokeren speelde, namelijk Marcel Mbayo.
Sinds het seizoen 2021-2022 speelt Madi voor de trots van het Waasland, KFC Zeemeermin. Een Waasmunsterse club die uitkomt in het Walivo.
Panandetiguiri speelde sinds 2002 reeds 57 interlands voor de Burkinese nationale ploeg, waarin hij twee doelpunten maakte.